# المدرسة الحسينية (صفاقس)
المدرسة الحسينية أو مدرسة نهج العدول واحدة من أقدم و أهم المدارس بالمدينة العتيقة بصفاقس.

## تاريخها
تمثل المدرسة الحسينية أقدم مدرسة بمدينة صفاقس و من أقدم المدارس بكل تونس. يعود تاريخ تأسيسها إلى سنة 1712 على يد حسين بن علي باي مؤسس الدولة الحسينية في سياق الثورة العلمية التي قام بها هذا الأخير بهدف تحديث التعليم. فتحت أبوابها لطالبي العلم لأول مرة سنة 1714 و نسبت إلي مؤسسها فيما بعد.
حسب بعض الروايات, فإن الهدف من تأسيس المدرسة كان تخليد ذكرى أحد علماء صفاقس المعروفين الشيخ محمد بن المؤدب الشرفي الذي ترأس مجلس علوم الدين و الذي كان متضلعا بعلوم اللغة العربية والرياضيات. و كان هو أول من تحمل مسؤولية هذه المدرسة. أولى علي باشا مهام المدرسة بعد وفاة الشيخ سنة 1744 إلى ابنه الطيب الشرفي ومن بعده إبناه عبد الرحمان ومحمد الشرفي إلى حدود سنة 1784 ثم الشيخ أحمد بن المفتي أحمد الشرفي حتى سنة 1814.
مع انتصاب الحماية الفرنسية في تونس, تم تحويل المدرسة الحسينية إلى مدرسة ابتدائية.
تعاني المدرسة حاليا إهمالا كبيرا و هي في حالة يرثى لها.

## موقعها
يحد نهج العدول المدرسة شرقا مما أعطاها هذه التسمية. في حين تفتح شمالا علي رحبة الرماد.

## المدرسة الحسينية في الشعر
تم ذكر المدرسة في قصيدة مدحية لحسين بن علي باي تقول:
"سعد الزمان وأشرقت أنواره          وبدا السرور وهذه آثاره
بحسين بن علي باي الذي             طابت بطيبه فعاله أخباره
ياحبذا للعلم مدرسة بنى              بصفاقس فعلا بذلك منارة
فاقت برونقها البديع وحسنها       روضا تضوع نوره وبهاره"